# Hedwig Conrad-Martius
Hedwig Conrad-Martius (née à Berlin le 27 février 1888, morte à Starnberg le 15 février 1966), est une philosophe allemande phénoménologue, qui est devenue une mystique chrétienne.

## Biographie
Après des études littéraires, elle s'intéresse à la philosophie. Initiée à la phénoménologie de Husserl, par Moritz Geiger, représentant de ce courant philosophique à Munich, elle débute à l'Université Ludwig Maximilian de Munich, puis elle rejoint le Cercle de Göttingen. Elle commence à être connue pour ses travaux sur l'ontologie de la réalité. Disciple de Husserl, elle obtient un prix de philosophie. Elle se marie avec Théodor Conrad. Sa grand-mère juive fut déportée par les nazis. Elle se convertit au protestantisme.
Elle est la marraine d'Edith Stein, mais comme elle est protestante, elle reçoit une dispense de l'évêque pour pouvoir baptiser Edith Stein dans la religion catholique.

## Œuvres
- Die erkenntnistheoretischen Grundlagen des Positivismus, Bergzabern 1920
- Metaphysische Gespräche, Halle 1921
- Realontologie, in: Jahrbuch für Philosophie und Phänomenologische Forschung, 6 (1923), 159 - 333
- Zur Ontologie und Erscheinungslehre der realen Außenwelt. Verbunden mit einer Kritik positivistischer Theorien, in: Jahrbuch für Philosophie und phänomenologische Forschung 3 (1916)
- Die „Seele“ der Pflanze. Biologisch-ontologische Betrachtungen, Breslau 1934
- Abstammungslehre, München 1949 (Ursprünglich unter dem Titel „Ursprung und Aufbau des lebendigen Kosmos“ erschienen, Kosmos 1938)
- Der Selbstaufbau der Natur, Entelechien und Energien, Hamburg 1944
- Bios und Psyche, Hamburg 1949
- Die Zeit, München 1954
- Utopien der Menschenzüchtung. Der Sozialdarwinismus und seine Folgen, München 1955
- Das Sein, München 1957
- Der Raum, München 1958
- Étude sur la Métaphore, Paris 1958
- Die Geistseele des Menschen, München 1960
- Schriften zur Philosophie I-III, im Einverständnis, Eberhard Avé-Lallemant (éd.), München 1963-1965